# (9192) 1992 AR1
(9192) 1992 AR1 là một tiểu hành tinh vành đai chính. Nó được phát hiện bởi Seiji Ueda và Hiroshi Kaneda ở Kushiro, Hokkaidō, Nhật Bản, ngày 14 tháng 1 năm 1992.